# Nzuzi Toko
Nzuzi Bundebele Toko (* 20. Dezember 1990 in Kinshasa) ist ein ehemaliger kongolesisch-schweizerischer Fussballspieler. Er spielte sowohl in der Abwehr als auch im Mittelfeld.

## Karriere
Toko wurde im kongolesischen Kinshasa geboren und wuchs in der Schweiz auf. Die Juniorenzeit absolvierte er beim Zürcher Klub YF Juventus. 2003 wechselte er in den Jugendbereich des Grasshopper Club Zürich und rückte 2007 in die U21-Mannschaft auf. Schon nach kurzer Zeit wurde sein Potenzial erkannt und er wurde fortan auch in der Super League (höchste Spielklasse der Schweiz) eingesetzt.
Beim 7:0-Erfolg der Grasshoppers über die AC Bellinzona am 7. November 2009 erzielte Toko seinen ersten Super-League-Treffer. Bis im Mai 2010 kam er auf insgesamt 24 Liga-Einsätze beim Rekordmeister. In der Rückrunde der Saison 2009/10 hat sich Toko einen Stammplatz in der Mannschaft der Grasshoppers erkämpft.
Nachdem Toko zwei Länderspiele für die Demokratische Republik Kongo absolviert hatte, gab er am 19. Mai 2010 bekannt, nicht für die Kongolesische, sondern für die Schweizer Nationalmannschaft spielen zu wollen.
Diese Entscheidung war aber nur vorübergehender Natur und so entschied sich Toko bereits 2011, wieder für die Demokratische Republik Kongo aufzulaufen. Bei dieser Entscheidung blieb es und so hat Toko bis heute sieben Länderspiele für das afrikanische Land absolviert. Dabei gelang ihm ein Tor.
Zur Saison 2014/15 wechselt Toko zu Brighton & Hove Albion in die Football League Championship, wo er einen Vertrag bis 2017 unterzeichnet hat.
Bei Brighton sass Toko fast ausschliesslich auf der Ersatzbank.
Im Januar 2015 wechselte er in die türkische Süper Lig zu Eskişehirspor und folgte damit seinem früheren Trainer Michael Skibbe.
Zur Saison 2016/17 wechselte Toko für zwei Jahre zum Schweizer Super-Ligisten FC St. Gallen. Der auslaufende Vertrag wurde danach nicht mehr erneuert, obwohl der FC St. Gallen an einer Verlängerung des Vertrags interessiert gewesen wäre.
Im Februar 2023 gab er sein Karriereende bekannt.

## Erfolge
Grasshopper Club Zürich
- Schweizer Cupsieger: 2013